# Zevenaar
Zevenaar est une commune et une ville néerlandaise, située dans la province de Gueldre. La commune compte plus de 43 000 habitants.
Jusqu'en 2008, Zevenaar était jumelée avec la ville de Privas (Ardèche) en France.
La commune de Rijnwaarden a été ajoutée à Zevenaar le 1er janvier 2018.

## Histoire
Le plus ancien nom connu pour Zevenaar est Subenhara au XIe siècle, mais qui est déjà devenu Seventer à la fin de l'ère féodale. Le nom se reflète également dans le Burght Sevenaer médiéval. Il ne doit pas être confondu avec Huis Sevenaer, qui est situé à un endroit différent, du côté est du centre-ville. Le château, qui a été démoli vers 1685, était situé sur le côté ouest du centre-ville sur l'actuelle Masiusplein et a joué un rôle crucial dans la bataille pour les Liemers en raison de son emplacement stratégique.
En 1049, Henri III, empereur du Saint-Empire romain germanique, octroie la cour de Zevenaar à son chevalier Anselme. Le propriétaire avec un esprit de projection stratégique pour cette terre est probablement Otton II de Gueldre. Le 16 juin 1256, il achète une cour, des fermes, des terres agricoles, des prairies, des droits de pêche, des terrains en friche, etc. situé à Zevenaar au chapitre de Sainte-Marie d'Utrecht. En 1487, Zevenaar reçut les droits de la ville de Jean, duc de Clèves et comte de la Marck.
Zevenaar est au cœur des Liemers. Cette zone est située dans le triangle du Rhin, de la rive sud de l'IJssel et de la frontière nationale. Au fil des siècles, cette situation a marqué le développement de la région. Jusqu'au XIXe siècle, il n'y avait pas d'unité administrative dans les Liemers. Les ducs de Gueldre, ceux de Clèves et les comtes de Berg ont essayé de forger ensemble leurs possessions dispersées au moyen de privilèges, de contrats d'achat et de mariage. Forcé par la pénurie d'argent en 1355, le duc Renaud III de Gueldre a promis ses possessions du Liemer à son beau-frère, le comte Jean Ier de Clèves. Parce que les ducs de Gueldre n'ont pas remboursé l'argent emprunté, l'Ambt de Liemers est passé en possession aux Clèves. En 1487, Zevenaar reçut les droits de cité du duc Jean II de Clèves.
Après la mort du dernier duc de Clèves en 1609, la guerre de succession Juliers-Clèves a commencé dans laquelle le prince Maurice est également intervenu. Il ne voulait pas d'un successeur catholique pro-hispanique à Clèves. Le conflit a pris fin avec le transfert du duché de Clèves à l'électorat de Brandebourg, qui a fusionné avec la Prusse quelques années plus tard sous le nom de Brandebourg-Prusse.
En 1801, la Prusse a promis de négocier avec la République batave au sujet du transfert des enclaves dites "de Clèves". Cette nouvelle a été reçue un an plus tard avec des sentiments mitigés par la population. Des années de négociations ont suivi. Lorsque l'État client français du royaume de Hollande a été créé en 1806, les négociations ont été complètement bloquées. Les troupes françaises ont saisi les Liemers, ce qui a conduit à la famine des civils. Les négociations ont été rouvertes un an plus tard, ce qui a conduit Zevenaar à faire partie du Royaume de Hollande le 22 avril 1808. Deux ans plus tard, cet État client a fusionné avec le Premier Empire. L'arrivée du prince d'Orange, Guillaume Ier sur la plage de Schéveningue en 1813 signifiait pour les Liemers le cantonnement, entre autres, des Prussiens. Zevenaar redevint prussien jusqu'à ce que le congrès de Vienne décide qu'il deviendrait néerlandais le 1er juin 1816.